# Liste der Kulturdenkmäler in Gunderath
In der Liste der Kulturdenkmäler in Gunderath sind alle Kulturdenkmäler der rheinland-pfälzischen Ortsgemeinde Gunderath aufgeführt. Grundlage ist die Denkmalliste des Landes Rheinland-Pfalz (Stand: 17. Juli 2023).

## Einzeldenkmäler
| Bezeichnung                           | Lage               | Baujahr | Beschreibung               | Bild                           |
| ------------------------------------- | ------------------ | ------- | -------------------------- | ------------------------------ |
| Katholische Filialkirche St. Quirinus | Kirchstraße 8 Lage | 1740    | zweiachsiger Saalbau, 1740 | weitere Bilder Fotos hochladen |